# Brigitte Rohde
Brigitte Rohde, po mężu Köhn (ur. 8 października 1954 w Prenzlau) – niemiecka lekkoatletka specjalizująca się w biegach sprinterskich oraz płotkarskich, uczestniczka letnich igrzysk olimpijskich w Montrealu (1976), złota medalistka olimpijska w biegu sztafetowym 4 × 400 metrów. W czasie swojej kariery reprezentowała Niemiecką Republikę Demokratyczną.

## Sukcesy sportowe
- trzykrotna medalistka mistrzostw NRD w biegu na 400 metrów – dwukrotnie złota (1975, 1976) oraz brązowa (1974)[1]
- siedmiokrotna medalistka mistrzostw NRD w sztafecie 4 × 400 metrów – złota (1974), pięciokrotnie srebrna (1970, 1972, 1973, 1975, 1976) oraz brązowa (1971)[2]
- brązowa medalistka mistrzostw NRD w biegu na 400 metrów przez płotki – 1980[3]
- trzykrotna medalistka halowych mistrzostw NRD w biegu na 400 metrów – złota (1974), srebrna (1976) oraz brązowa (1973)[4]

| Rok  | Miasto   | Zawody                      | Konkurencja                      | Wynik                     |
| ---- | -------- | --------------------------- | -------------------------------- | ------------------------- |
| 1970 | Paryż    | Mistrzostwa Europy juniorów | sztafeta 4 × 400 m bieg na 400 m | złoty medal brązowy medal |
| 1974 | Rzym     | Mistrzostwa Europy          | sztafeta 4 × 400 m               | złoty medal               |
| 1976 | Montreal | Igrzyska olimpijskie        | sztafeta 4 × 400 m               | złoty medal               |
| 1978 | Praga    | Mistrzostwa Europy          | bieg na 400 m ppł                | 4. miejsce                |
| 1979 | Montreal | Puchar świata               | sztafeta 4 × 400 m               | 1. miejsce                |

## Rekordy życiowe
- bieg na 400 metrów – 50,26 – Split 01/05/1976
- bieg na 400 metrów przez płotki – 55,46 – Praga 02/09/1978
- sztafeta 4 × 400 metrów – 3:19,23 – Montreal 31/07/1976 (wspólnie z Doris Maletzki, Ellen Streidt i Christiną Brehmer; rekord świata do 11/09/1982)[5]